# Врубель, Юзеф
Ю́зеф Вру́бель (пол. Józef Wróbel; род. 18 октября 1952, Бествина, Польша) — католический епископ епархии Хельсинки (30 ноября 2000 — 28 июня 2008), вспомогательный епископ архиепархии Люблина, титулярный епископ Суаса.

## Биография
В 1973 году вступил в конгрегацию священников Святейшего Сердца Иисуса. 12 июня 1980 года был рукоположён в сан священника, после чего обучался в Риме в Папском Латеранском университете, который закончил в 1985 году, защитив докторскую степень в области моральной теологии.
После возвращения в Польшу работал викарием в приходе деревни Венглювка, одновременно преподавая в Высшей духовной семинарии конгрегации священников Святейшего Сердца Иисуса в деревне Стадники. В 1999 году был назначен заведующим отделения теологии жизни Католического университета Люблина.
30 ноября 2000 года был назначен епископом Хельсинки. 27 января 2001 года был рукоположён в епископа. С 28 июня 2008 года был назначен титулярным епископом Суаса и вспомогательным епископом архиепархии Люблина.